# ۳۰ جمادی‌الاول
۳۰ جمادی‌الاول، سی‌اُمین روز از ماه جمادی‌الاول در تقویم هجری قمری است.
در تقویم هجری قمری قراردادی این روز صد و چهل و هشتمین روز سال است.

## درگذشتگان
- درگذشت محمد بن عثمان دومین نائب خاص حجت بن حسن، امام دوازدهم شیعه، در سال 304 یا 305 هجری قمری.[۱]